# The Vanishing Bride
『The Vanishing Bride』（ザ ヴァニッシング ブライド）は、BIGMAMAの6枚目のオリジナルアルバム。2015年2月15日にRX-RECORDSよりリリースされた。

## 概要
前作『Roclassick2』から10ヶ月ぶりのリリース。オリジナルアルバムとしては『君想う、故に我在り』より、約2年ぶりのリリースとなる。CDのみの通常盤と、MVやメイキング映像が収められたDVDや、ライブ写真、オフショットなどが収められた20ページに及ぶフォトブックが同梱された初回限定盤の2形態でのリリースとなっている。通常盤と初回限定盤ではジャケット写真が異なっており、通常盤はウエディングドレスを着用したマネキンが海辺に佇むというデザインで、初回限定盤にはメンバー全員が揃った写真が用いられている。ジャケット写真にメンバー全員が写るのは、今作が初となる。
アルバムタイトルの『The Vanishing Bride』は、「消えた花嫁」を意味しており、アルバム全体を通して、「結婚式を抜け出し駆け落ちする主人公の男女は、希望に満ちたあふれた景色だが、そこに取り残された新郎並びに親族の心中は絶望的」という情景を表現している。裏テーマとして「石ころなのか宝石なのか」というテーマも存在している。

## 楽曲解説
The Vanishing Bride
アルバム表題曲。インストゥルメンタル曲である。
Flameout
前作をリリースした直後は、「Sweet Dreams」を1曲目に配置する構想があったが、リスナーへのサプライズ感を出すために、強い曲というイメージかつ、スピード感重視で制作された楽曲。
Sweet Dreams(bittersweet)
12thシングル曲。アルバムバージョンである。
A KITE
本作のリード曲。MVが作られている。
MVは、楽曲の持つ世界観を、無数の光や赤い糸、ダンサーによるコンテンポラリー・ダンスなどによって表現されている。
Frozen Diamond〜漂う宝石〜
「石ころなのか宝石なのか」という別テーマを最も表現している楽曲。
「Flameout」と同様、強い曲というイメージで作られているが、こちらは重さを重視している。
Why You Refrigerate Me?
レコーディングの時間が余った中で生まれた楽曲。元々他に収録の候補曲があったが、一番余裕があり、アルバムにも余裕を持たせられるという理由で収録が決定した。
神様も言う通りに
MVが作られている。
このMVはFM802主催のライブイベント「FM802 MEET THE WORLD BEAT 2015」を盛り上げる為に制作された。「たった3秒あれば僕達は未来を変えて行ける」というフレーズにちなんで、事前に一般の人から3秒動画を募集し、それらとライブ映像を組み合わせている。

## 収録曲

### CD
| 全作曲・編曲: BIGMAMA。 |                                                             |           |            |      |
| #                       | タイトル                                                    | 作詞      | 作曲・編曲 | 時間 |
| 1.                      | 「The Vanishing Bride」                                     | -         | BIGMAMA    | 0:29 |
| 2.                      | 「Flameout」                                                | 金井政人  | BIGMAMA    | 2:58 |
| 3.                      | 「Sweet Dreams(bittersweet)」                               | 金井政人  | BIGMAMA    | 4:27 |
| 4.                      | 「A KITE」                                                  | 金井政人  | BIGMAMA    | 4:09 |
| 5.                      | 「Frozen Diamond〜漂う宝石〜」                              | 金井政人  | BIGMAMA    | 4:12 |
| 6.                      | 「Swan Song」                                               | 金井政人  | BIGMAMA    | 3:44 |
| 7.                      | 「ワンダーラスト」                                          | 金井政人  | BIGMAMA    | 3:32 |
| 8.                      | 「Lovers in a Suitcase」                                    | 金井政人  | BIGMAMA    | 4:48 |
| 9.                      | 「INVIS」                                                   | 金井政人  | BIGMAMA    | 2:26 |
| 10.                     | 「Royalize」                                                | 金井政人  | BIGMAMA    | 4:13 |
| 11.                     | 「Theater of Mind」                                         | 金井政人  | BIGMAMA    | 3:55 |
| 12.                     | 「Why You Refrigerate Me?」                                 | 金井政人  | BIGMAMA    | 3:20 |
| 13.                     | 「alongside」(台湾のドリンク会社VITALON 「御茶園」CMソング) | 金井政人  | BIGMAMA    | 4:20 |
| 14.                     | 「神様も言う通りに」                                        | 金井政人  | BIGMAMA    | 3:26 |
| 合計時間:               | 合計時間:                                                   | 合計時間: | 49:59      |      |

### DVD（初回限定盤のみ）
1. A KITE (Music Video)
2. ワンダーラスト (Music Video Other ver.)
3. A KITE (Making)